# Bộ Sổ
Bộ Sổ (danh pháp khoa học: Dilleniales) là một bộ thực vật có hoa. Tên gọi này đã được sử dụng trong hệ thống Cronquist. Trong phiên bản năm 1981 của hệ thống này thì bộ (nằm trong phân lớp Sổ - Dilleniidae) có định nghĩa bao gồm 2 họ: họ Sổ (Dilleniaceae) và họ Mẫu đơn (Paeoniaceae).
Trong hệ thống APG II (sử dụng trong Wikipedia) thì họ thứ nhất được đưa vào nhóm thực vật hai lá mầm thật sự (eudicots) nhánh hai lá mầm thực thụ phần lõi (core eudicots), không được xếp như là một bộ, còn họ thứ hai được đặt trong bộ Tai hùm (Saxifragales).
Tuy nhiên, trên website của APG, truy cập ngày 23 tháng 4 năm 2009, người ta lại công nhận bộ này với chỉ 1 họ (họ Sổ), 10 chi và 300 loài.